# Amtshauptmannschaft Kulmbach

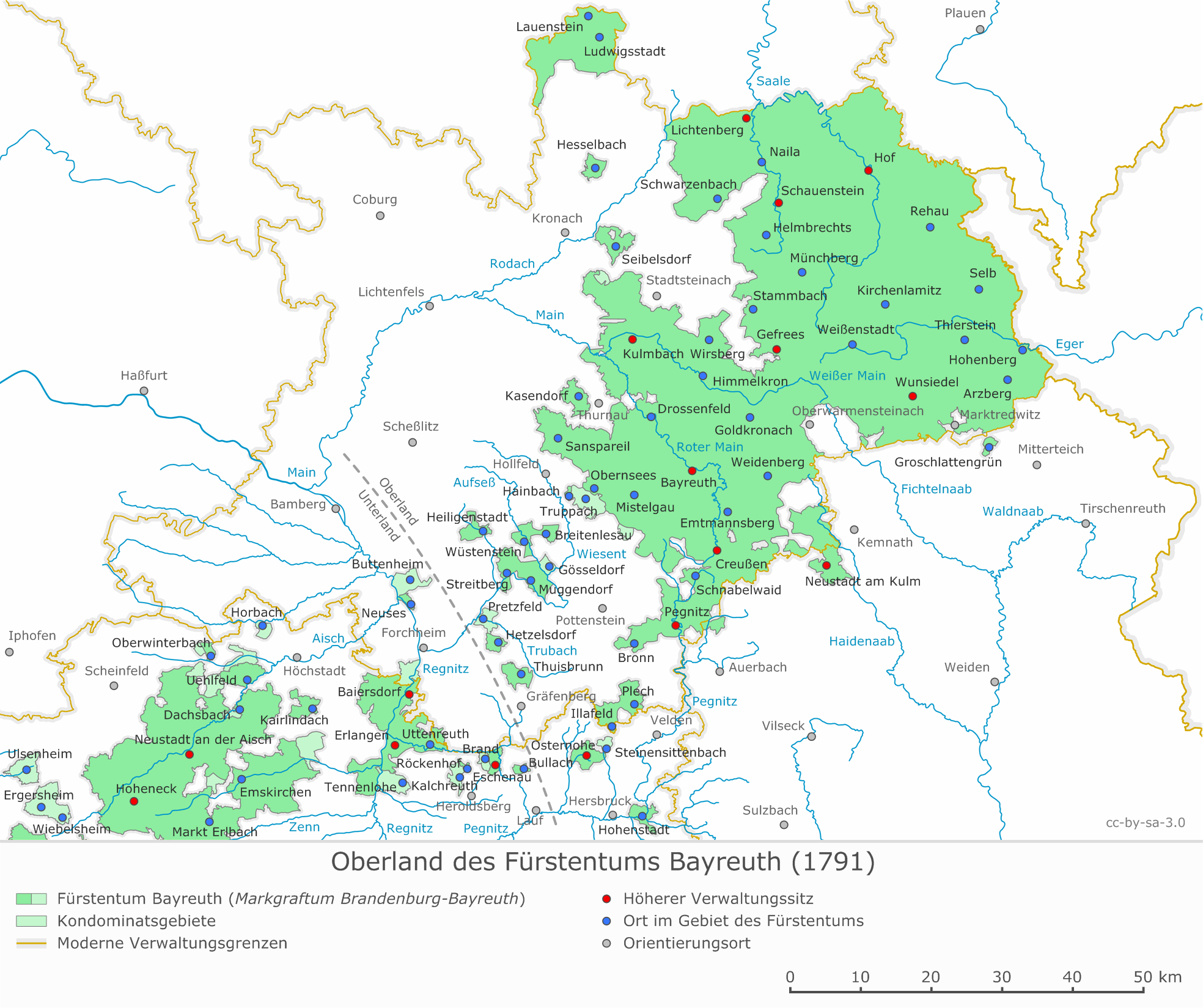
Das Oberland des Fürstentums Bayreuth mit der Amtshauptmannschaft Kulmbach im Westen

Die Amtshauptmannschaft Kulmbach war ein Verwaltungsgebiet des Fürstentums Bayreuth, das bis 1791/92 von einer Nebenlinie der Hohenzollern regiert wurde.

## Lage
Die Amtshauptmannschaft Kulmbach grenzte im Norden an die Landeshauptmannschaft Hof, im Osten an das Oberamt Gefrees, im Süden an die Amtshauptmannschaft Bayreuth und im Westen an das Hochstift Bamberg.

## Geschichte
Kulmbach gehörte ursprünglich den Herzogen von Meran. Mit deren Aussterben im Jahr 1298 gelangte es an die Grafen von Orlamünde. Durch einen Vergleich kam Kulmbach 1338 an die Burggrafschaft Nürnberg und war dort ein burggräfliches Amt. In deren Rechtsnachfolge wurde es ein markgräfliches Amt. Bis 1604 war es die Residenzstadt der Markgrafen.
Die Amtshauptmannschaft Kulmbach war während der ersten Hälfte des 16. Jahrhunderts aus dem 1498 eingerichteten „Militärkreis Kulmbach“ entstanden. 1772 wurde das ehemals selbständige Oberamt Schauenstein mit Helmbrechts der Amtshauptmannschaft Kulmbach einverleibt. Unter der preußischen Verwaltung von Ansbach-Bayreuth wurde das Amt aufgelöst und durch den neu geschaffenen Kulmbacher Kreis ersetzt. Das Vogteiamt Stammbach und das Stiftskastenamt Himmelkron kamen an den Wunsiedeler Kreis.

## Struktur
Die Amtshauptmannschaft Kulmbach bestand aus acht Ämtern. In dem Fraischbezirk lag 1 Stadt, 5 Märkte, 293 Dörfer und zahlreiche Einöden und Mühlen.

### Kasten- und Klosteramt Kulmbach
Dem Amt unterstanden folgende 166 Orte:
Affalterhof, Ameisloch, Appenberg, Augel, Auhöfe oder Trögelshof, Bärnhof, Bauloch, Baumgarten, Biegersgut, Birken, Blaich, Brücklein, Buch am rothen Main, Buchhaus, Buchloch, Donnersreuth, Dörnhof, Dreschen, Dreschenau, Ebenberg, Eberhardtsreuth, Eggenreuth, Eichig, Eichmühle, Einfang, Einsiedel, Eisenberg, Emmersloh, Esbach, Fahrenbühl, Feuln, Fölschnitz, Forstlahm, Forstlasmühle, Forstleithen, Frankenberg, Gelbe Weiden, Gemlenz, Gössersdorf, Gößmannsreuth, Grafendobrach, Grünbaum, Grundhaus, Grundmühle, Gumpersdorf, Gundersreuth, Haag, Haaghof, Heidelmühle, Hammerhaus bei Hutschdorf, Hammerhaus bei Lanzenreuth, Herlas, Harsdorf, Haselbach, Hegnabrunn, Heinersreuth bei Ködnitz, Heinersreuth bei Mainleus, Hitzmain, Höferänger, Hölle, Holzmühle, Hörlinreuth, Hornungsreuth, Hutweide, Hutschdorf, Katschenreuth, Katzenlohe, Kauernburg, Kauerndorf, Kessel, Kirchleus, Ködnitz, Kulmbach, Langenstadt, Leesau, Lehen (hintere) und (vordere), Leithen, Lerchenbühl, Lerchenfeld, Lettenanger, Lettenhof (Harsdorf) und/oder Lettenhof (Neuenmarkt), Letzenthal, Limmersdorf, Lindau, Listenberg, Lochhaus, Lösau, Mainleus, Mangersreuth, Melkendorf, Meyenhof, Meylesdorf, Mitteldornlach, Mühlberg, Mühlrangen, Münchdoberitz, Nagel, Neubau, Neuenberg, Neuenreuth, Neuenreuth am Main, Neuensorg, Niederndobrach, Oberdornlach, Oberkodach, Oberlangenrod, Oberndorf, Oberpurbach, Oberrangen, Oberzettlitz, Partenfeld, Pechgraben, Petzmannsberg, Pinsenhof, Plassenburg, Plosenberg, Pölz, Pörbitsch, Priemershof, Proß, Raasen, Ramscheid, Rehberg, Reigersdorf, Rosengrund, Rothe Kelter, Rothwind, Rottlersreuth, Rucksmühle, Sackenreuth, Schimmendorf, Schlömen, Schlottermühle, Schmeilsdorf, Schwarzach, Schwarzholz, Schwingen, See, Seidenhof, Siebenbrunn, Spitzeichen, Steinenhausen, Straß, Tauschthal, Tennach, Trebgast, Unterdornlach, Unterkodach, Unterlaitsch, Unterlangenroth, Unterpurbach, Untersteinach, Unterzettlitz, Veitlahm, Wachholder, Wadel, Waldau, Waltherhof, Wehelitz, Welzmühle, Wernstein, Weiher, Wickenreuth, Willmersreuth, Windischenhaig, Wöhr, Wolpersreuth, Wolfskehl, Wüstendorf, Zettmeisel (Harsdorf) und/oder Zettmeisel (Ködnitz), Ziegelhütten, Ziegelhütten bei Mangersreuth, Ziegelhütten bei Trebgast.

### Vogteiamt Helmbrechts
Helmbrechts und Schauenstein unterstanden ursprünglich den Herren von Wolfstriegel. 1386 verkauften sie ihre lehensherrlichen Ansprüche an die Burggrafschaft Nürnberg.
Dem Amt unterstanden folgende Orte:
Ahornismühle, Bärenbrunn, Burkersreuth, Hampelhof, Helmbrechts, Kleinschwarzenbach, Kollerhammer, Mühlhof, zwei Neumühlen, Oberweißenbach, Ochsenbrunn, Ort, Schlegelmühle, Spörlmühle, Stechermühle, Steinmühle, Taubaldsmühle, Unterweißenbach, Wachholdermühle, Wüstenselbitz.

### Stiftskastenamt Himmelkron
Das Stiftskastenamt Himmelkron verwaltete die grundherrlichen Ansprüche des 1569 säkularisierten Kloster Himmelkron. Die Schutz- und Schirmgerechtigkeit stand den Burggrafen von Nürnberg bereits seit 1328 zu und in deren Rechtsnachfolge den Markgrafen von Brandenburg-Kulmbach.
Dem Amt unterstanden folgende Orte (in Klammern ist die Zahl der Anwesen angegeben, ohne Angabe war das Amt Grundherr über alle Anwesen):
Altenkreuth (1), Aurenberg (4), Baumgarten, Bernreuth (4), Binzenhof, Blaich (z. T.), Brauneck (1), Böseneck (4), Buch (1), Cremitz (7), Draisendorf (3), Dreschen (5), Eberhardtsreuth (2), Eisenslohe, Feuln (6), Fölschnitz (5), Forstlahm (3), Förstenreuth (30), Görschnitz (1), Gössenreuth, Gößmannsreuth (3), Hainbühl, Harsdorf (10), Haselhof (1), Haynbüchig, Hettersreuth, Hermersdorf, Hermeshof, Hertwegshof, Himmelkron, Höfles, Hohenknoden und Wasserknoden (5), Horlachen, Hutschdorf (8), Kattersreuth (4), Kauerndorf (2), Kieselhof (2), Ködnitz (7), Köslar (4), Kropfmühle, Kulmbach (z. T.), Laineck (2), Laitschhof, Lanzendorf, Lanzenreuth (8), Lehenthal (6), Leuchau (1), Lindau (2), Listenberg, Lochmühle, Martinlamitz und Nonnenwald (19), Metzlesdorf (6), Mussen (1), Nenntmannsreuth, Ober- und Untermennigau und Limmersdorf (3), Osseck am Wald (1), Purbach (2), Ramsenthal (3), Reichenstall, Reutlashof, Reuthlas, Rindlas, Rohresreuth (3), Schaitz (4), Schiemen (9), Schwärzhof, Schwingen (2), See (2), Seulbitz (2), Stammbach (19), Steinach (1), Tannenreuth (3), Tiefenbach, Trebgast (4), Unitz, Unterlangenroth (1), Waizendorf (3), Wehelitz (6), Weikenreuth (20), Wulmersreuth (4), Wundenbach (7), Zettmeisel (1), Ziegelhütte, Zoppaten (10).

### Vogteiamt Kasendorf
Dem Amt unterstanden folgende Orte:
Azendorf, Buchhaus, Döllnitz, Heubsch, Kasendorf, Lindenberg, Motschsiedel, Neudorf, Papiermühle, Pulvermühle, Reuth, Welschenkahl, Zultenberg.

### Vogteiamt Schauenstein
Helmbrechts und Schauenstein unterstanden ursprünglich den Herren von Wolfstriegel. 1386 verkauften sie ihre lehensherrlichen Ansprüche an die Burggrafschaft Nürnberg.
Dem Amt unterstanden folgende Orte:
Adlanz, Baiergrün, Döbra, Dürrengrün, Esel, Günthersdorf, Hagenmühle, Haidengrün, Hohenthann, Hohenzorn, Lehsten, Mühldorf, Neudorf, Oberhammer, Papiermühle, Pillmersreuth, Rauhenberg, Rodeck, Rothenbürg, Schafhof, Schauenstein, Suttenbach, Uschertsgrün, Volkmannsgrün, Weitersgrün, Windischengrün.

### Vogteiamt Seibelsdorf
Dem Amt unterstanden folgende Orte:
Ankenhof, Aue oder Traab, Dennich, Feldbuch, Kreuzmühle, Kübelhof, Losau, Mittelberg, Oberrodach, Rugendorf, Schrammesmühle, Seibelsdorf, Vichtach, Vogtsmühle, Waldbuch, Wichenmühle, Wurbach.

### Vogteiamt Stammbach
Dem Amt unterstanden folgende Orte:
Absängermühle, Altpoppenreuth, Altstammbach, Bug, Fleisnitz, Förstenreuth, Höfles, Horlachen, Kropfmühle, Metzlesdorf, Reba, Rindlas, Stammbach, Steinfurth, Tennersreuth, Weickenreuth, Weißenbach.

### Vogteiamt Wirsberg
Dem Amt unterstanden folgende Orte:
Birkenhof, Cottenau, Einöde, Früchtelshof, Gössenreuth, Mittelpöllitz, Neufang, Osserich, Schlackenmühle, Schmölz, Wirsberg.